# 環境保護署 (香港)
環境保護署（簡稱環保署，縮寫：EPD）是香港環境及生態局轄下的部門，專責主管環境保護和香港空氣污染政策。現任署長為徐浩光。

## 歷史
1977年，港英政府設立環境保護組，1981年改組為環境保護處，1986年成立環境保護署，成為專責處理污染問題的政府部門，負責統籌及推行預防和管制污染的工作。2005年4月1日完成重組，與環境運輸及工務局的環境科合併。

### 隸屬
- 1986年-1989年：布政司署衛生福利科
- 1989年-1997年6月30日：布政司署規劃環境地政科
- 1997年7月1日-2000年12月31日：規劃環境地政局
- 2000年1月1日-2002年6月30日：環境食物局
- 2002年7月1日-2007年7月1日：環境運輸及工務局
- 2007年7月1日-2022年6月30日：環境局
- 2022年7月1日-：環境及生態局

## 工作
環境保護署的職責包括構思環境保護、自然保育等政策，執行香港各環保法例，環保署亦負責監察環境質素，為家居、工業等各種廢物提供收集、轉運、處理和處置設施，就城市規劃及新政策對環境的影響提供意見。環保署又負責處理市民對各類污染的投訴，及透過宣傳提高市民的環保意識，和鼓勵市民支持環境保護工作，環境保護署的工作包括6個類別：空氣、噪音、廢物、水質、環境保育和環境評估及計劃。

## 歷任首長
- 聶德（1986年4月1日－1996年3月31日）
- 羅樂秉（1996年4月1日－2005年3月31日）
- 郭家強（2005年4月1日－2006年9月，是由環境運輸及工務局常任秘書長（環境）兼任）
- 王倩儀（2006年9月－2016年9月）（是由環境運輸及工務局常任秘書長（環境）兼任，2007年7月1日起改稱環境局常任秘書長）
- 唐智強（2016年9月19日－2019年3月26日）
- 鄭美施（2019年5月2日－2021年9月4日）
- 謝小華（2022年1月17日－2022年12月31日）
- 徐浩光（2023年3月29日一）

## 相關
- 香港空氣污染指數
- 空氣質素健康指數
- 香港空氣質素指標
- 香港垃圾徵費爭議
- 分類回收箱
- 綠在區區

## 外部連結
- 香港特別行政區政府 環境保護署 （页面存档备份，存于）

| 新頭銜                      | 英屬香港環境保護組                   | 繼任： · 英屬香港環境保護處 |
| 前任： · 英屬香港環境保護組 | 英屬香港環境保護處                   | 繼任： · 英屬香港環境保護署 |
| 前任： · 英屬香港環境保護處 | 英屬香港環境保護署 · 1986年 - 2005年 | 重組                        |
| 前任：                      | 香港環境保護署 · 2005年 -            |                             |